# 非快速動眼之窗
《非快速動眼之窗》（日语：／）是日本電視台製作的科幻電視劇短篇系列，於2022年4月5日於日本電視系深夜節目時段的播出第一期，後續期別不定期播出，每一期由二至三話獨立單元劇組成，由笨蛋節奏擔綱引導人介紹串場，每話均邀請知名演員演出，系列名稱中的非快速動眼動是指人腦處於深度睡眠階段，隱喻劇情圍繞現實與非現實之間的奇幻交錯，呈現一段天馬行空的故事。

## 播放日期
| 期數 | 名稱                      | 播放日期       | 話數 |
| ---- | ------------------------- | -------------- | ---- |
| 1    | 非快速動眼之窗            | 2022年4月5日   | 3    |
| 2    | 非快速動眼之窗 2022・秋   | 2022年10月9日  | 3    |
| 3    | 非快速動眼之窗 2023・新春 | 2023年1月7日   | 3    |
| 4    | 非快速動眼之窗 2023・夏   | 2023年7月8日   | 3    |
| 5    | 非快速動眼之窗 2023・冬   | 2023年12月25日 | 3    |
| 6    | 非快速動眼之窗 2024・春   | 2024年3月31日  | 2    |
| 7    | 非快速動眼之窗 2025・新春 | 2025年1月5日   | 2    |

## 播放集數

### 非快速動眼之窗 - 第1話
- 中島宗介: 風間俊介
- 鈴木詩織: 村川繪梨
- 佐藤佳奈: 片山友希

### 非快速動眼之窗 - 第2話
- 谷尻: 野間口徹

### 非快速動眼之窗 - 第3話
- 遙香: 松岡茉優
- 山口一: 津村和幸

### 非快速動眼之窗 2022・秋 - 第1話 《來自未來的男人》
講述自稱未來人的主角在公司工作的故事。
- 菅沼浩二: 窪田正孝

### 非快速動眼之窗 2022・秋 - 第2話 《廣播禁用詞》
由伊達幹生編劇，講述新聞主播面臨數量不斷上升的禁用詞，所碰到的職涯危機。
- 宮川志帆: 木村文乃

### 非快速動眼之窗 2022・秋 - 第3話 《想知道密碼》
由安部裕之編劇，講述一名妻子為了破解丈夫電腦密碼，而展開的家庭對決。
- 野村由紀子: 木村多江

### 非快速動眼之窗 2023・新春 - 第1話
- 中野和友: 星野迪斯可
- 真央: 吉岡里帆
- 浩二: 犬飼貴丈

### 非快速動眼之窗 2023・新春 - 第2話
- 山﨑真司: 佐藤隆太
- 平田勝敏: 姜暢雄
- 福本: 勝村政信
- 金城: 溫水洋一

### 非快速動眼之窗 2023・新春 - 第3話
- 英子: 木南晴夏
- 英子的雙親: 山野海、佐藤旭
- 吉田: 莉子
- 麻理惠: 小野寺ずる
- 香織: 香椎由宇

### 非快速動眼之窗 2023・夏 - 第1話 《黃昏時的掙扎》
由笨蛋節奏擔任編劇，水野格擔任導演，講述主角傍晚在超市排隊時，面臨隊伍選擇與選擇後的內心掙扎。
- 野本久: 小澤征悅
- 吉澤明里: 北香那 [10]
- 下川春江: 田村たがめ
- 近藤: 岡部尚

### 非快速動眼之窗 2023・夏 - 第2話《可以支持嗎？》
由安部裕之編劇，内田秀實導演，本話講述主角從支持的對象不斷消失的心境變化。
- 平野萌美: 夏帆
- 岸本遥香: 金澤美穂
- 是枝: 田村心
- 西山: 遠藤健慎

### 非快速動眼之窗 2023・夏 - 第3話《給不想升遷的你》
由竹村武司編劇，椿本慶次郎導演，講述主角為追求女性，調整心態的學習過程。
- 田前真司: 瀨戶康史

### 非快速動眼之窗 2023・冬 - 第1話
- 野崎早苗: 森七菜[11]
- 伊藤典子: 小野花梨

### 非快速動眼之窗 2023・冬 - 第2話
- 山岸俊樹: 瀧藤賢一[12]
- 山岸夏生: 堀內敬子
- 山岸しま: 永尾柚乃

### 非快速動眼之窗 2023・冬 - 第3話
- 神秘經銷商: 齋藤工[13]
- 日田友一: 岡山天音
- 小瀬桃花: 蓮佛美沙子
- 佐世保: 堀内健
- 鹿屋奈央: 坂田莉咲

### 非快速動眼之窗 2024・春 - 第1話
- 鹽原: 遠藤憲一[14]
- 黒田清秀: 本郷奏多
- 佐伯: 柳俊太郎
- 七瀬: 西村直人[15]
- 片山奈津子: 護麻奈[16]

### 非快速動眼之窗 2024・春 - 第2話
- 關本朝子: 松雪泰子
- 三井由奈: 若月佑美[17]
- 澤田真由美: 朝夏真人
- 田中:  鹿賀丈史

### 非快速動眼之窗 2025・新春 - 第1話 《請跟著前面的車》
由笨蛋節奏擔任編劇，故事圍繞一位計程車司機及乘客間，一個始於意外說出口的警匪片台詞「請跟著前面的車走」，所開始的故事。
- 佐藤: 古田新太[18]
- 鈴木: 中村倫也

### 非快速動眼之窗 2025・新春 - 第2話 《預備，開拍！虛構！》
由竹村武司擔任編劇，講述一位受到陷害的節目製作人，因緣際會下從事輿論操作事業的故事。
- 松永孝人: 原田泰造[20]
- 矢橋直子: 小雪
- 服部步夢: 崎山翼
- 松永愛花: 新谷ゆづみ
- 御園: 小松利昌
- 藤間: 小手伸也
- 美濃部凜: 原菜乃華

## 製作人員
- 原案: 笨蛋節奏
- 企劃: 小林伸也
- 統籌導演: 内田秀實

## 外部連結
- ノンレムの窓｜日本テレビ
- ノンレムの窓的X（前Twitter）
- ノンレムの窓的Instagram帳戶
- Non-rem no Mado | Apple TV(日本)